# Joseph Thoret
Pour les articles homonymes, voir Thoret.
Juste François Joseph Thoret, né le 5 janvier 1892 à Dole (Jura) et mort le 3 juillet 1971 à Saint-Rémy-de-Provence (Bouches-du-Rhône), est un aviateur français spécialiste du vol à voile.

## Biographie
Spécialiste du vol à voile et du pilotage en montagne, Joseph Thoret, surnommé « le pilote des tempêtes », voua sa vie à l'étude de la navigation aérienne. Élève pilote à l'école d'Ambérieu, il obtient son brevet (no 708) le 12 janvier 1912. Il consacre l'essentiel de son temps à des recherches sur les vents rabattants. En 1913, il plonge dans une tempête à bord de son Blériot pour démontrer le bien-fondé de ses observations.
Au début de la Première Guerre mondiale en 1914, il interrompt ses essais pour servir dans l'aviation militaire. Il accomplit de nombreuses missions de reconnaissance. 
En 1920, à Villacoublay, il réalise des vols dits « à reculons », porté par des courants ascendants créés par le relief des hangars.
En septembre 1922, il participe au meeting aérien de Rouen.
Il franchit un seuil supplémentaire le 1er janvier 1923 à Biskra en Algérie : pendant 7 heures et 3 minutes, il parvient à maintenir son appareil (un Hanriot type 14), hélice calée, en vol de pente, battant ainsi le record établi par Alexis Maneyrol (1891-1923) à bord d'un planeur. Record que Maneyrol ne tardera pas à lui reprendre, signant un vol de huit heures et cinq minutes, le 29 janvier 1923 avec un appareil Peyret. 
À plusieurs reprises, dans des conditions identiques, il réussira à tenir l'air avec un Hanriot HD.14 (en). 
En 1924, il crée la première « école de tempête », près de Saint-Rémy-de-Provence. D'autres établissements identiques suivront à Damas (Syrie), Agadir (Maroc), Prague (Tchécoslovaquie) et Le Fayet (Haute-Savoie). À partir de l'aérodrome du Fayet, il organise également des vols touristiques entre Chamonix et Genève, à bord d'appareils dont le plafond n'excède pas 3 000 mètres. Il ravitaille le refuge Vallot perché à 4 307 mètres d'altitude dans le massif du Mont-Blanc en parachutant le matériel, puis en atterrissant sur skis au cours des années 1926 et 1927. 
Autant par les expérimentations que par la pratique, Joseph Thoret entend démontrer que la puissance des appareils se révèle inutile face à l'extrême violence des rabattants, affirmation que confirmeront en 1936 des essais menés en soufflerie. 
Pionnier reconnu, le pilote de l'extrême forma des aviateurs aux conditions atmosphériques les plus rudes jusqu'à la fermeture de sa dernière école en 1938. Il se retire à Saint-Rémy-de-Provence dans les Bouches-du-Rhône, où il meurt le 3 juillet 1971. Il y est inhumé.

## Activités artistiques
Joseph Thoret fut aussi sculpteur, peintre et poète.

## Distinctions
- Chevalier de la Légion d'honneur
- Médaille militaire

## Hommages
- Une rue de Dole porte son nom.